# Hamidiya
Hamīdīyā (farsi حمیدیا) è una città dello shahrestān di Yazd, circoscrizione Centrale, nella provincia di Yazd in Iran. Aveva, nel 2006, una popolazione di 27.611 abitanti.